# Калмацкий Брод
Калмацкий Брод — археологический памятник, могильник возле города Верхней Пышмы Свердловской области, у посёлка Гать, на правом берегу реки Исети.
Стоянка и селище «Калмацкий Брод» относится к позднему периоду существования шигирской культуры.
Основным исследователем археологических памятников, расположенных на территории Свердловской области, был П. А. Дмитриев. Он проводил раскопки стоянки Калмацкий Брод в одноимённом урочище в 18 километрах от города Свердловска с 1926 по 1940 г. и обследовал могильник, расположенный на территории стоянки.
На территории памятника проводились раскопки могильника позднего железного века, который представлял собой небольшие прямоугольные ямы. Большой интерес вызвали погребения, в которых был обнаружен большой деформированный череп и чаша из листовой меди, а также женское погребение, так как в нём археологи обнаружили множество украшений. Антропологическое изучение черепов из погребений Калмацкого Брода позволило установить, что физический облик человека III—V веков нашей эры близок по типу современным башкирам.
П. А. Дмитриев в «Каталоге археологических коллекций Верхнепышминского исторического музея» (С. Н. Панина, г. Екатеринбург, 2003 года) пишет: «Было вскрыто 26 погребений, часть из которых сопровождалось медными котлами, кельтами, железными ножами, просверленными каменными подвесками и глиняными круглодонными горшками, украшенными оттисками гребенчатого штампа».
Могильник создан в VI—VII веках нашей эры. Часть захоронений на момент открытия была разрушена в ходе строительных работ. Открыт в 1926 году А. А. Берсом и П. А. Дмитриевым. Могильник первоначально датировался III—V веками, но в ходе дальнейших исследований отнесён к петрогромской культуре, более поздней, второй половины 1-го тысячелетия нашей эры.
На горе Петрогром (координаты 56.996849/60.338160, западнее Исетского озера) вблизи Калмацкого Брода открыты памятники иткульской культуры, название горы так же послужило названию археологической культуры средневековья открытой на ней — петрогромской.

## Туризм
Археологический памятник «Калмацкий Брод» включён в «Перечень объектов культурного наследия, расположенных на территории Свердловской области» и входит в программу краеведческого туристического маршрута по окрестностям Екатеринбурга, целью которого является посещение и изучение природных, культурно-исторических объектов.
В 2019 году были официально утверждены границы стоянки «Калмацкий брод» и могильника сарматского времени.
Описанный в статье археологический памятник не следует путать с одноимёнными Калмацкими бродами через реки на Урале. Н. К. Чупин в книге «Географический и статистический словарь Пермской губернии», 1873, том II, пишет, что местоположение памятника было известно археологам в конце XIX века: «Калмацкий брод на реке Пышме, где построена была потом Ново-Пышминская слобода, что ныне село Новопышминское, в Камышловском уезде. Урочище это упоминается в старинных делах Уктусскаго завода, хранящихся в архиве главной конторы Екатеринбургских заводов». «Село (Бродокалмак) построено на урочище Калмацкий брод, называвшемся так потому, что Калмыки, которые в ХѴІІ столетии жили в юго-западной Сибири, воюя с Башкирцами и преследуя их, обыкновенно в этом месте переправлялась через Течу».